# Shemar Boldizsar
Shemar Boldizsar (24 de enero de 1999) es un deportista de Reino Unido que compite en atletismo. Ganó una medalla de oro en el Campeonato Europeo de Atletismo Sub-23 de 2019, en la prueba de 200 m.